# Сорти (Бергамо)
Сорти је насеље у Италији у округу Бергамо, региону Ломбардија.
Према процени из 2011. у насељу је живело 76 становника. Насеље се налази на надморској висини од 316 м.